# فيش الجماء (الملاح)

تعديل مصدري - تعديل

فيش الجماء هي إحدى قرى عزلة الملاح بمديرية الملاح التابعة لمحافظة لحج، بلغ تعداد سكانها 41 نسمة حسب تعداد اليمن لعام 2004.